# Rai Alto Adige
Rai Alto Adige ist ein italienischsprachiger Fernseh- und Hörfunksender für Südtirol (italienisch Alto Adige). Er gehört zur italienischen öffentlich-rechtlichen Rundfunkgesellschaft Rai – Radiotelevisione Italiana. 
Rai Alto Adige ist eine von drei redaktionell eigenständigen Abteilungen, die im Rai-Funkhaus in Bozen ihren Sitz haben. Dort sind auch der deutschsprachige Rundfunksender Rai Südtirol und der ladinischsprachige Rundfunksender Rai Ladinia angesiedelt. Rai Alto Adige produziert Sendungen mit regionalen Inhalten für Rai Radio 1, Rai Radio 2 und Rai 3.

## Geschichte

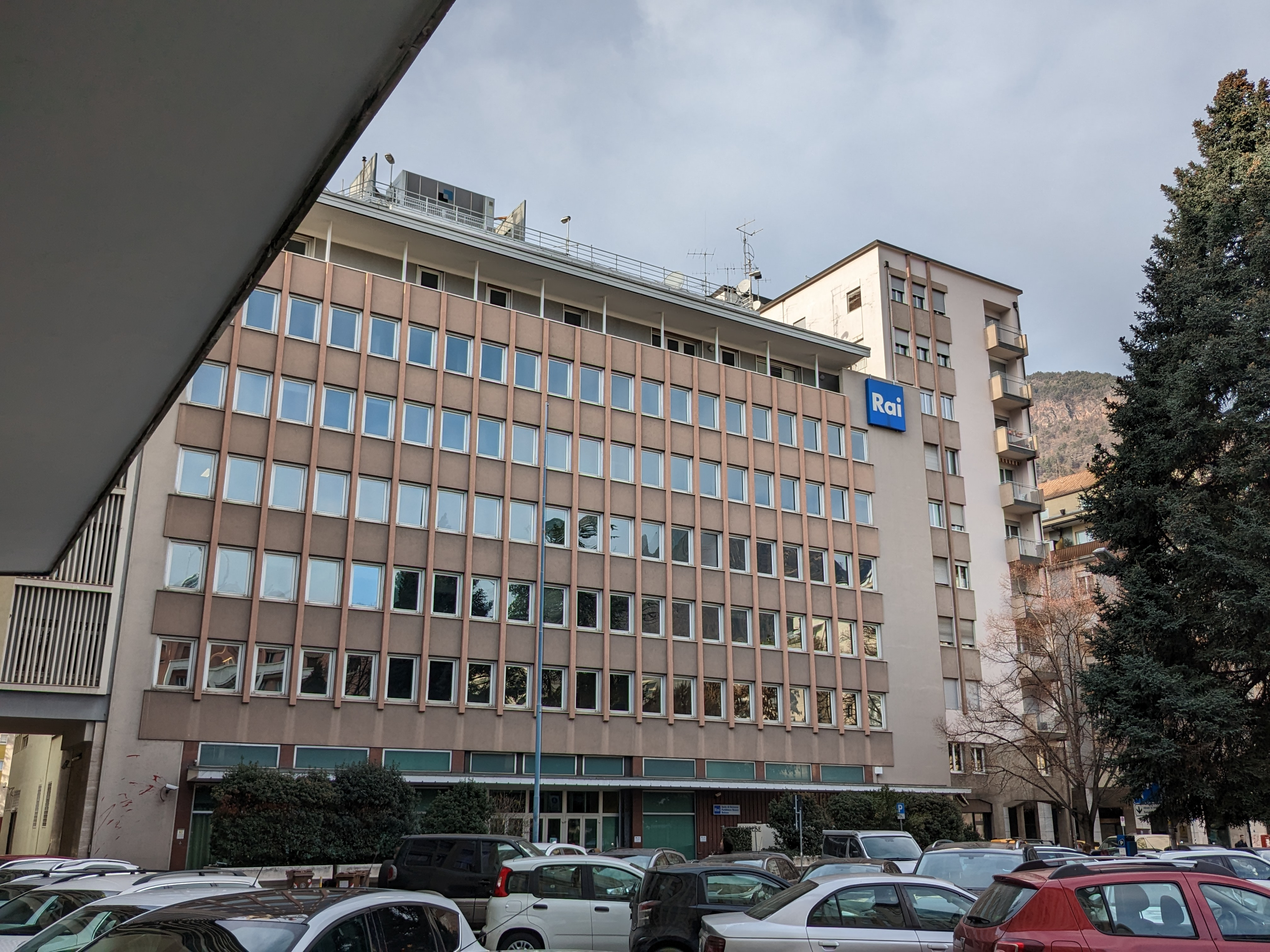
Das Funkhaus der Rai in Bozen (2022)

Im Jahr 1928 eröffnete der Rundfunksender Ente Italiano per le Audizioni Radiofoniche (kurz EIAR, der Vorgänger der heutigen Rai) seinen Sitz in Bozen, womit die Stadt nach Rom, Mailand und Neapel der viertälteste Rundfunkstandort Italiens wurde. Die ersten Radioübertragungen begannen am 12. Juli 1928.
1959 wurde nach einem Entwurf der Architekten Gigi Dalla Bona und Guido Pelizzari das Funkhaus am Mazziniplatz errichtet. Die ersten Radioübertragungen von dort erfolgten am 12. Oktober 1960. Im Jahr 1977 wurde die deutschsprachige Abteilung des Hauses, heute Rai Südtirol, von der italienischsprachigen Abteilung abgekoppelt und redaktionell eigenständig.
Mit der Einführung von Rai 3 begannen im Jahr 1979 die italienischsprachigen Fernsehübertragungen von Bozen aus. 2013 erhielt die italienischsprachige Abteilung im Funkhaus Bozen ihren heutigen Namen Rai Alto Adige. Im selben Jahr wurde auch die ladinischsprachige Abteilung, nunmehr Rai Ladinia, von der italienischsprachigen Abteilung redaktionell losgelöst. Eine technische Erneuerung gab es mit der Umstellung des Fernsehprogramms auf das Format 16:9.

## Programme

### Radioprogramm
Die Hörfunksendungen von Rai Alto Adige werden auf Rai Radio 1 und Rai Radio 2 in den für Sendungen regionalen Charakters vorgesehenen Zeitfenstern ausgestrahlt. Eine Besonderheit ist, dass diese regionalen Sendungen in enger Zusammenarbeit mit dem Rai-Sitz Trient erstellt werden und dass die Ausstrahlung täglich zwischen Bozen und Trient alterniert.
Die Programme werden in Südtirol von der Rundfunk-Anstalt Südtirol und dem Sendernetz der Rai digital im Standard DAB+ und analog über UKW verbreitet. Zudem sind sie per Online-Stream verfügbar.

### Fernsehprogramm
Die Fernsehsendungen von Rai Alto Adige werden auf Rai 3 in den für Sendungen regionalen Charakters vorgesehenen Zeitfenstern ausgestrahlt. Es besteht eine enge Zusammenarbeit mit dem Rai-Sitz in Trient. Dementsprechend werden auch die Regionalnachrichten gemeinsam an beiden Sitzen erstellt, wobei in den Sendungen mehrmals zwischen dem Sprecher in Bozen und jenem in Trient hin- und hergeschnitten wird.
Das Programm wird in Südtirol und im benachbarten Trentino über DVB-T verbreitet.